# جبهه آزادی‌بخش خلق سری‌لانکا
جبهه آزادی بخش خلق (جاناتا ویموکتی پرامونا) حزبی مارکسیست و ناسیونالیست سینهالی در سری لانکا است.